# 欧卡
欧卡是葡萄牙阿威罗区的一个堂区。总面积16.29平方公里，总人口1874人，人口密度115人/平方公里。